# Привільнянський район
Привільнянський район — адміністративно-територіальна одиниця УСРР (згодом — УРСР) із центром у Привільному. 

## Історія
Утворений 7 березня 1923 у складі Миколаївської округи Одеської губернії. В основу району лягла Привільнянська волость. 
У 1926 р. район перейменовано на Полтавський р-н (з перенесенням районного центру до Полтавки). Станом на 1926 рік, налічував 45 756 жителів 
У 1935 році Привільнянський район відновлено у складі Одеської області. 22 вересня 1937 р. у зв'язку з постановою ЦВК СРСР про розукрупнення Харківської, Київської, Вінницької й Одеської областей, з останньої було виділено Миколаївську область, до якої зарахували і Привільнянський район. 
Під час нацистської окупації входив до утвореної німцями Миколаївської округи, яка, у свою чергу, входила до Миколаївської генеральної округи райхскомісаріату Україна. З вигнанням нацистських загарбників знову віднесений до Миколаївської області УРСР.
Ліквідований Указом Президії Верховної Ради УРСР від 21 січня 1959 р. з переходом його сільрад до Баштанського, Єланецького і Новобузького районів. Більшість району, як і сам райцентр Привільне опинилися у складі Баштанського району.